# Cilastatina
La cilastatina es un compuesto químico que inhibe la enzima dehidropeptidasa I humana.
La dehidropeptidasa I se encuentra en los riñones y es la responsable de la degradación del antibiótico imipenem. Por esa razón, la cilastatina se administra por vía intravenosa conjuntamente con imipenem, para evitar su degradación y prolongar sus efectos antibacterianos. Sin embargo, la cilastatina por sí sola no tiene actividad antibiótica.